# Семёново (Карелия)
Семёново — деревня в составе Шальского сельского поселения Пудожского района Республики Карелия.

## Общие сведения
Расположена на берегу реки Водла.

## История
В 1927—1930 годах было центром Шальского района Карельской АССР.
20 февраля 1935 года постановлением Карельского ЦИК в деревне была закрыта церковь.
В посёлке находятся памятники истории:
- Могила народного сказителя Фёдора Андреевича Конашкова (1860—1941)
- Дом, в котором в 1886—1933 годах жила народная сказительница Анна Михайловна Пашкова (1866—1948)

## Население
| 2002 | 2009 | 2010 | 2013 |
| ---- | ---- | ---- | ---- |
| 226  | ↗235 | ↘157 | ↘148 |